# Serhiy Zakarlyuka
Serhiy Zakarlyuka (en ukrainien, Закарлюка Сергій Володимирович) est un footballeur ukrainien, né le 17 août 1976 à Nikopol et décédé le 6 octobre 2014. Il évolue au poste de milieu offensif.

## Palmarès
Vierge